# EBAM
Electronic Bank Account Management (eBAM) bezeichnet die Automation der folgenden Aktivitäten zwischen Banken und ihren Firmenkunden:
- Konten eröffnen
- Änderungen bei Bankkonten (Zeichnungsberechtigte, Limite, …)
- Konten schließen
- Abfragen von Berichten

Die Implementierung von eBAM erfolgt über SWIFT nach dem Standard ISO 20222.

## eBAM Software für Banken
Softwarehersteller, die Software für Banken anbieten, mit der eBAM-Dienste verfügbar gemacht werden:
| Produkt (alphabetisch)                  | Hersteller  |
| --------------------------------------- | ----------- |
| DiamondAM                               | DiamondAM   |
| eBAM-Engine                             | PPI         |
| Page On-Boarding for Commercial Banking | Pegasystems |
| Trust Prime                             | IdenTrust   |

## eBAM Software für Firmen
Softwarehersteller, die Software für Firmen anbieten, die über eBAM mit ihrer Bank kommunizieren wollen:
| Produkt (alphabetisch) | Hersteller         |
| ---------------------- | ------------------ |
| AvantGard eBAM         | SunGard            |
| CashSolutions eBAM     | DataLog Finance    |
| DiamondAM              | DiamondAM          |
| FS² eBAM               | Hanse Orga         |
| MultiCash eBAM         | Omikron Systemhaus |
| Treasurytree TMS       | Axletree Solutions |
| Trust Prime            | IdenTrust          |
| Visual Sign            | Equity             |
| Weiland BAweb          | Fiserv             |